# 심장이 뛴다 (영화)
《심장이 뛴다》는 2011년 개봉한 대한민국의 영화이다.

## 캐스팅
- 김윤진 : 채연희 역
- 박해일 : 이휘도 역
- 정다혜 : 나수영 역
- 박하영 : 채예은 역
- 주진모 : 강 사장 역
- 김상호 : 조 팀장 역
- 강신일 : 최 원장 역
- 이승준 : 문 선생 역
- 전배수 : 박 실장 역
- 백경민 : 김 대리 역
- 김민경 : 안숙희 역
- 조민아 : 민서 역
- 김영훈 : 연희 남편 역
- 전병철 : 중개업자 역
- 배호근 : 레지던트 역
- 현태경 : 윤지 엄마 역
- 안지혜 : 민서 엄마 역
- 이희준 : 약사 역
- 이해운 : 꼴떼기 역
- 박진우 : 경찰 역
- 금동현 : 마을협회장 역
- 이영리 : 예은 간병인 역
- 이한위 : 튜닝샵 사장 역 (특별출연)
- 레인보우 : 본인 역 (특별출연) - 걸그룹 멤버